# Błażej Feret
Błażej Feret (ur. 1959 w Łodzi) – polski bibliotekarz dyplomowany i inżynier, w latach 2004–2017 dyrektor Biblioteki Politechniki Łódzkiej.

## Życiorys
Urodził się w 1959 roku w Łodzi. Studiował na Wydziale Fizyki Technicznej i Matematyki Stosowanej Politechniki Łódzkiej na kierunku fizyka techniczna, specjalność Podstawowe Problemy Techniki. Ukończył studia w 1984 roku. W latach 1984–1994 był zatrudniony w Międzyresortowym Instytucie Techniki Radiacyjnej PŁ na stanowisku asystenta, a następnie starszego asystenta. Zajmował się badaniami z zakresu komputerowej symulacji procesów radiacyjnych, dydaktyką oraz administrowaniem lokalnej sieci komputerowej. W 1994 roku został skierowany do Biblioteki Głównej PŁ w związku z wdrażaniem „Projektu Automatyzacji Bibliotek Szkół Wyższych w Łodzi”, wspieranego przez Fundację A.W. Mellona. Został członkiem Zespołu Wdrażającego, a następnie bibliotekarzem systemowym. W 1995 Błażej Feret otrzymał etat specjalisty (od 1999 r. starszego specjalisty) i objął stanowisko zastępcy dyrektora Biblioteki Głównej PŁ ds. technicznych. Odpowiadał za wdrażanie technik komputerowych w związku z realizacją „Projektu Automatyzacji Bibliotek...”, w dalszych latach za kompleksową komputeryzację Biblioteki, w szczególności związaną z wdrażaniem systemu HORIZON. Ukończył trzysemestralne studia w Międzynarodowym Centrum Zarządzania Informacją (ICIMSS) na Uniwersytecie Toruńskim. W 2003 roku uzyskał uprawnienia do zajmowania stanowiska bibliotekarza dyplomowanego, formalnie potwierdzone zdanym egzaminem państwowym na bibliotekarza dyplomowanego.
1 stycznia 2004 powołany na stanowisko kustosza dyplomowanego oraz nowego dyrektora Biblioteki Politechniki Łódzkiej. Zainicjował projekt konserwacji i archiwizacji zbiorów bibliotecznych pt. „Elektroniczne Zasoby Biblioteki Głównej PŁ” oraz akcję popularyzacyjną usługi biblioteczne w formie seminariów organizowanych w jednostkach organizacyjnych PŁ. Jest inicjatorem konferencji naukowych, organizowanych od 2004 roku przez Bibliotekę w cyklu dwuletnim. Na wniosek dyrektora od czerwca 2006 nazwa biblioteki została zmieniona na Biblioteka Politechniki Łódzkiej (opuszczono człon „Główna”). W 2011 roku rozpoczął reorganizację w Bibliotece, w ramach której utworzono obszary wolnego dostępu do zbiorów drukowanych, zaś w kolejnych latach doprowadziła do stworzenia nowej struktury organizacyjnej Biblioteki.
Za dokonania na rzecz Biblioteki Politechniki Łódzkiej został uhonorowany Medalem 60-lecia PŁ, Medalem Złotym za Długoletnią Służbę w PŁ, Brązowym Krzyżem Zasługi oraz odznaką Zasłużony dla Politechniki Łódzkiej. W 1996 roku brał udział w tworzeniu projektu konsorcyjnego zmierzającego do wdrożenia wspólnego systemu bibliotecznego dla 10 bibliotek naukowych regionu łódzkiego (Łódzka Akademicka Sieć Biblioteczna). W latach 2000–2002 był członkiem Zespołu Roboczego ds. Zawartości Baz projektu eIFL Direct. W latach 2007–2009 był członkiem ELAB (European Library Advisory Board) Wydawnictwa Elsevier. W 2010 roku został Bibliotekarzem Roku Województwa Łódzkiego i dołączył do zespołu doradczego ds. zawartości bazy Scopus firmy Elsevier o nazwie CSAB (Content Selection and Advisory Board for Scopus). Na początku 2011 roku został powołany przez Ministra Nauki i Szkolnictwa Wyższego w skład Zespołu specjalistycznego ds. infrastruktury informatycznej. Działał w krajowym Porozumieniu „Biblioteka z Horyzontem” oraz w Radzie Wykonawczej Konferencji Dyrektorów Bibliotek Szkół Wyższych. Był głównym koordynatorem konsorcjum zrzeszającego polskie biblioteki zainteresowane wydawnictwami elektronicznymi Knovel Library. Jego dorobek publikacyjny liczy ponad 40 pozycji z zakresu szeroko rozumianego bibliotekarstwa.